# Lipljan
Lipljan (alb.: Lipjani) je gradić u istočnom središnjem dijelu Kosova, južno od Prištine.
Grad je osnovan u rimsko doba i nazvan Ulpiana, u časta cara Trajana (punim imenom: Marcus Ulpius Nerva Traianus), po istom obrascu kao i rimska Basilica Ulpiana, središnja zgrada Trajanova foruma podno Trajanova stupa. Sadašnji naziv grada potječe izravno od rimskoga, što ukazuje na neprestanu naseljenost. 